# المقاتل النهائي: أمريكا اللاتينية 3
المقاتل النهائي: أمريكا اللاتينية 3 (بالإنجليزية: The Ultimate Fighter: Latin America 3)‏ هو جزء من المسلسل التلفزيوني الواقعي المقاتل النهائي من إنتاج يو إف سي.